# Kapje (narcose)

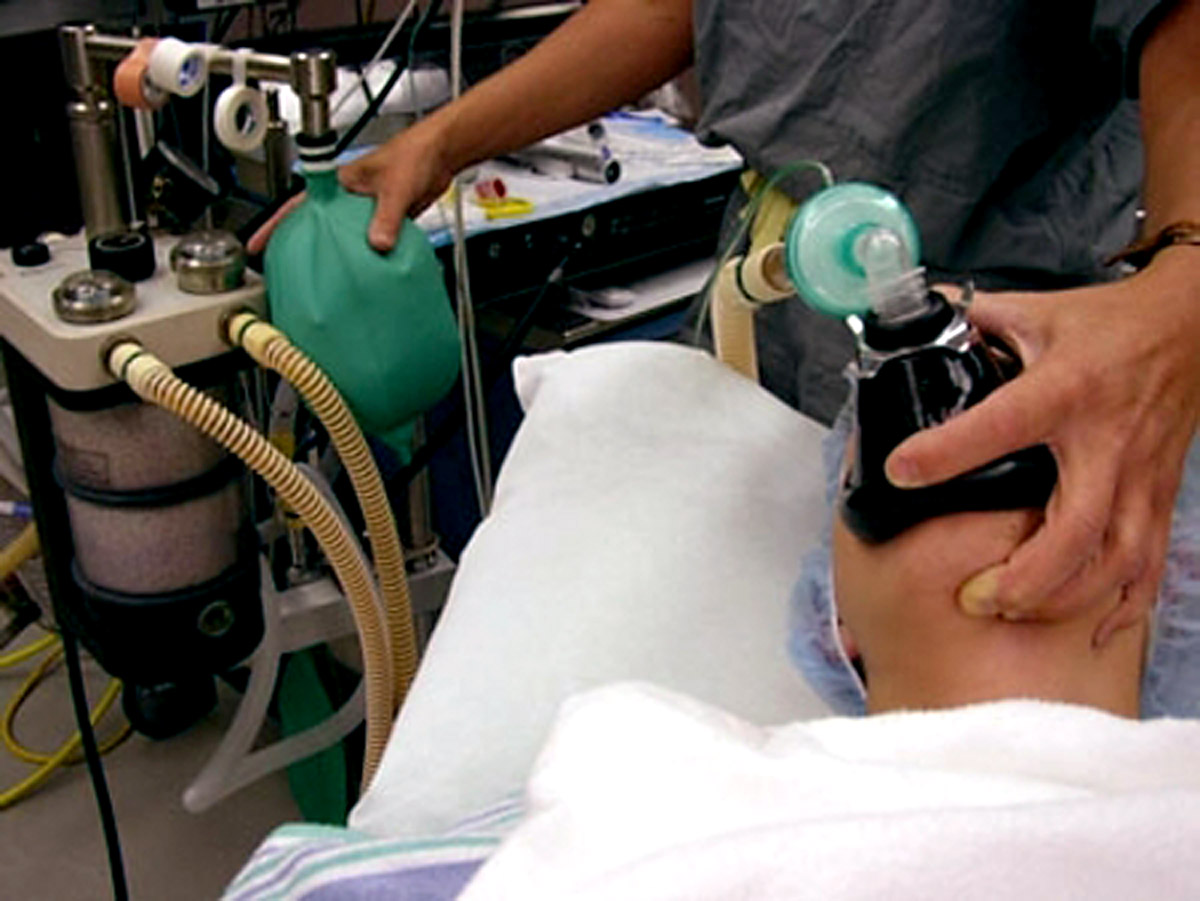
Anesthesie-kapje

Een beademingsmasker  of kapje wordt gebruikt om patiënten onder algehele anesthesie (ook wel narcose genoemd) te brengen. Het beademingsmasker wordt over neus en mond geplaatst. Nadat de patiënt aan de bewakingsmonitoring is aangesloten wordt gestart met een gasmengsel met buitenlucht en 80% zuurstof, of er wordt 100% zuurstof gegeven. Na enkele minuten preoxygeneren wordt een dampvormig anesthesiemiddel (al dan niet gecombineerd met lachgas) toegevoegd. In het verleden was dit dampvormig anesthesiemiddel Ether en later Halothaan. Nadeel was dat bij volwassenen de inleiding lang duurde. Met de komst van Intraveneuze anesthetica kwam er een veilig alternatief en werd de kapinleiding voor volwassenen zelden meer toegepast. Voor kinderen was de inwerktijd korter, maar was de lucht onaangenaam. Deze onaangename lucht kon worden gemaskeerd door kapjes te gebruiken met snoep- of pepermuntgeur. 
Sinds de komst van sevofluraan in de jaren 90 van de twintigste eeuw is de inwerktijd sterk verkort en de geur niet meer prikkelend en kunnen ook volwassenen weer met een kap ingeleid worden. Bij een start met hoge dosis (8vol%) wordt het anesthesiestadium al na enkele ademteugen bereikt. 
Zie ook

- Narcose#Moderne anesthesie